# ГЕС Géhéyán
ГЕС Géhéyán (隔河岩水电站) — гідроелектростанція у центральній частині Китаю в провінції Хубей. Знаходячись між ГЕС Shuǐbùyā (вище по течії) та ГЕС Gāobàzhōu, входить до складу каскаду на річці Qingjiang, правій притоці Янцзи.
В межах проекту річку перекрили бетонною арково-гравітаційною греблею висотою 151 метр, довжиною 665 метрів та шириною по основі 76 метрів, яка потребувала 2,65 млн м3 матеріалу. На час будівництва воду відвели за допомогою тунелю довжиною 0,7 км з перетином 13х16 метрів. Разом із допоміжною спорудою висотою 23 метра та довжиною 89 метрів гребля утримує водосховище з об’ємом 3,1 млрд м3 (корисний об’єм 1,9 млрд м3), в якому припустиме коливання рівня поверхні у операційному режимі між позначками 160 та 200 метрів НРМ (під час повені рівень може зростати до 204,5 метра НРМ, а об’єм – до 3,4 млрд м3). Біля лівого берегу обладнано двоступеневий судопідйомник із розмірами камери 42х10 метрів, який забезпечує підйом барж на 124 метра.
Пригреблевий машинний зал обладнали чотирма турбінами типу Френсіс загальною потужністю 1212 МВт (дві по 300 МВт та дві по 306 МВт), які використовують напір від 81 до 122 метрів (номінальний напір 103 метра) та забезпечують виробництво 3040 млн кВт-год електроенергії на рік. Подача ресурсу до них відбувається по чотирьом тунелям довжиною по 0,6 км зі спадаючим діаметром від 9,5 до 8 метрів.
Видача продукції відбувається по ЛЕП, розрахованим на роботу під напругою 500 кВ та 220 кВ.